# Mamitu Tesserae
Le Mamitu Tesserae sono una struttura geologica della superficie di Venere.